# لوسي جرين
لوسي جرين (بالإنجليزية: Lucie Green)‏ (و. القرن 20  م) هي عالمة فيزياء فلكية، وعالمة فلك من المملكة المتحدة . ولدت في بيدفوردشير .

## التعليم
تعلمت في كلية لندن الجامعية، وجامعة ساسكس

## مناصب وهيئات
أدارت كلية لندن الجامعية.